# The Black Scorpion
The Black Scorpion es una película de terror de arácnidos gigantes mexicanoestadounidense de 1957, producida por Jack Dietz y Frank Melford, y dirigida por Edward Ludwig. Está protagonizada por Richard Denning, Mara Corday, Carlos Rivas y Mario Navarro.
Los efectos especiales de animación stop-motion de la película fueron creados por Willis O'Brien. En la película, la actividad volcánica libera escorpiones prehistóricos gigantes de la tierra. Causan estragos en el campo y posteriormente amenazan a Ciudad de México.

## Argumento
Un terremoto sacude México y provoca el nacimiento de un nuevo volcán de la noche a la mañana. Los geólogos Dr. Hank Scott y Dr. Arturo Ramos son enviados a estudiar esta crisis en el pueblo de San Lorenzo, y los dos hombres encuentran una casa destruida y un coche de policía destrozado en el camino. Encuentran a un policía muerto cerca y a un bebé abandonado y aparentemente huérfano. Llevan al bebé a San Lorenzo y se lo entregan a los amigos de los padres desaparecidos, mientras son recibidos por el cura del pueblo, el padre Delgado. Delgado revela que el daño a la propiedad es causado por algo que está matando al ganado, los aldeanos creen que el culpable es un toro demonio y han estado molestando a Delgado para que le dé ayuda divina.
Sin desanimarse, Hank y Arturo comienzan su estudio geológico mientras miembros del ejército mexicano al mando del mayor Cosio llegan a San Lorenzo para comenzar los esfuerzos de socorro en casos de desastre. Hank conoce y se enamora de la ranchera local Teresa Álvarez y se hace amigo de un joven llamado Juanito. Cuando el volcán vuelve a entrar en erupción, los culpables de las desapariciones y muertes se revelan como escorpiones prehistóricos gigantes. Después de matar a un grupo de reparadores de teléfonos, los escorpiones atacan San Lorenzo y el ejército mexicano no puede hacerles daño. A la mañana siguiente, los escorpiones regresaron a su guarida subterránea, por lo que las autoridades tuvieron que buscar la ayuda del renombrado entomólogo Dr. Velasco. Velasco envía a Hank y Arturo a explorar la caverna para determinar si el gas venenoso sería un medio eficaz de exterminio. Mientras se defienden de gusanos y arañas gigantes, Hank y Arturo observan que los escorpiones se matan entre sí golpeándose una pequeña mancha blanca en la garganta. Al regresar a la superficie, informan que la caverna es demasiado grande para que el gas venenoso la llene con la densidad suficiente, por lo que Velasco dice que su única opción es sellar la entrada con dinamita. Hank objeta que puede haber otras entradas, pero Velasco señala que todos los avistamientos de escorpiones gigantes se han atribuido a esta fuente.
Los escorpiones gigantes resurgen días después para atacar un tren. Algunos de los pasajeros mueren. Las luchas internas entre los escorpiones se resuelven cuando el más grande mata a los demás antes de dirigirse a la Ciudad de México. Hank y Arturo idean un plan para atraerlo a un estadio con un camión lleno de carne, y los militares lo distraen el tiempo suficiente para matarlo disparando un cable eléctrico conectado a una lanza en la mancha blanca de su garganta. Sin embargo, la lanza falla. Los soldados se niegan a cortar la energía después del fallo, por lo que el pistolero muere electrocutado cuando intenta recargar la lanza. Hank vuelve a disparar la lanza él mismo y finalmente mata al último escorpión.

## Reparto
- Richard Denning como Dr. Hank Scott
- Mara Corday como Teresa Álvarez
- Carlos Rivas como Dr. Arturo Ramos
- Mario Navarro como Juanito
- Carlos Múzquiz como Dr. Velasco
- Pascual García Peña como Dr. Delacruz
- Pedro Galván como padre Delgado
- Arturo Martínez como Major Cosio
- Fanny Schiller como Florentina

## Recepción

### Crítica
En la página de reseñas Rotten Tomatoes, la película tiene un índice de aprobación del 67% basado en 6 reseñas, con una calificación promedio de 5.3/10.
Harrison's Reports le dio a The Black Scorpion una crítica mixta, con elogios por sus efectos especiales pero reservas sobre su narración nada excepcional, su larga duración y su fotografía «mediocre» con primeros planos «repugnantes». El New York Times le gustaron las locaciones mexicanas y algunas de las "falsificaciones técnicas", pero consideró la película "estrictamente estándar" con elementos olvidables de la trama humana.